# Odontopimpla maxima
Odontopimpla maxima là một loài tò vò trong họ Ichneumonidae.